# Беспалова Ірина Миколаївна
Беспалова Ірина Миколаївна (рос. Ирина Николаевна Беспалова; нар. 31 липня 1981) — російська плавчиня.
Учасниця Олімпійських Ігор 2008, 2012 років.
Призерка Чемпіонату Європи з плавання на короткій воді 2011 року.
Переможниця літньої Універсіади 2001 року, призерка 2003, 2005 років.